# Mitthem
Mitthem AB är Sundsvalls kommuns bolag för bostadsförsörjning (allmännyttan).
Företaget är Sundsvalls största hyresvärd med cirka 6 000 lägenheter.

## Organisation
Mitthem AB är ett helägt bostadsbolag i Sundsvalls kommun och är en del av Sveriges Allmännytta.

## Verksamhet
Mitthem är Sundsvalls största hyresvärd och har cirka 6 000 lägenheter.
Från bolagets hemsida: "Mitthem är ett kommunalt bostadsbolag och vi ska erbjuda goda hyresbostäder för alla – oavsett inkomst, ursprung, ålder och hushållstyp. Vi tar även ett aktivt samhällsansvar och jobbar för att stärka och utveckla de stadsdelar våra hyresgäster bor i.".

## Historia
Dagens Mitthem har sina rötter i det kommunala bostadsbolag som ägdes av Sköns köping vid tiden för köpingens sammanslagning med Sundsvalls kommun 1965. Sundsvalls kommun och övriga nu ej längre existerande landskommuner som kom att slås samman med Sundsvall hade var och en verkat för bostadsförsörjning med olika bolag och stiftelser. 

### Stiftelserna och övergång till ett Aktiebolag
1942-1948 bildade Sundsvalls stad fyra stiftelser för bostadsförsörjningen i Sundsvall; Familjebostäder, Sundsvalls Pensionärshem, Sundsvallshem och Midälvagårdar. 1947 blev kommunen majoritetsägare i Hyresbostäder i Sundsvall AB, ett företag man 1950 övertog samtliga aktier i.
I slutet av 1962 upplöstes stiftelserna Sundsvallshem och Familjebostäder och tillgångarna överläts till Hyresbostäder i Sundsvall AB.
1965 inkorporerades Sköns köping med staden och ägandet i AB Skönsbergsbyggen övergick till Sundsvall. Bolaget bytte i samband med detta namn till AB Sundsvallsbyggen. Stiftelsen Sundsvalls Pensionärshem upplöstes samtidigt.. Stiftelsen Selångersbostäder upplöstes därefter 1970. Sundsvalls tidigare bostadsbolag Hyresbostäder i Sundsvall och Stiftelsen Alnöhus (från Alnö landskommun upplöstes 1972. AB Njurundahem (från Njurunda kommun) och stiftelsen Indals-Lidenhus (tidigare Indals-Lidens kommun), Stödehus (Stöde kommun) och Tunahus (Matfors kommun) upplöstes 1975. Det kommunala fastighetsägandet kom efter omstruktureringen och avvecklingen av övriga fastighetsbolag och stiftelser att bedrivas av AB Sundsvallsbyggen. 
1994 bytte AB Sundsvallsbyggen namn till det nuvarande Mitthem AB.

### Bostadsbyggen
1947-1948 byggde Stiftelsen Sundsvallshem upp stadsdelen Vinkeltået. Några år senare byggde Midälvagårdar bostadsområdet Midälva strax ovanför detta.